# Berosus interstilialis
Berosus interstilialis är en skalbaggsart som beskrevs av Knisch 1924. Berosus interstilialis ingår i släktet Berosus och familjen palpbaggar. Inga underarter finns listade i Catalogue of Life.